# Llibre blanc
Un llibre blanc (de l'anglès white paper) és un document o guia amb autoritat, que té com a objectiu d'ajudar els lectors a comprendre un tema, resoldre o afrontar un problema (per exemple dissenyant una política governamental a llarg termini), o prendre una decisió. Els llibres blancs són utilitzats especialment en dos àmbits: el governamental i el màrqueting (per exemple per ajudar a prendre decisions polítiques i de negocis).

## Origen del terme
El terme sorgeix en el Regne Unit, on s'aplica als documents governamentals, informes, anuncis de polítiques. Durant el Mandat britànic de Palestina, es van publicar tres llibres blancs que van determinar el futur immediat del Mandat, com el Llibre Blanc de 1939, donant lloc al terme.

## Llibres blancs governamentals
A la Mancomunitat de Nacions, "white paper" és el nom informal d'un document parlamentari que enuncia una política governamental. Al Regne Unit, aquests són majorment publicats com "documents de direcció".
Els llibres blancs són publicats pel govern per exposar una política o proposar una línia d'acció en un tema de preocupació actual. Si bé un llibre blanc pot ser, ocasionalment, una consulta als detalls d'una nova legislació, manifesta una clara intenció de part del govern per aprovar la nova legislació. En contrast, els llibres verds, que són publicats molt més sovint, són més oberts. Aquests llibres verds, també coneguts com a "documents de consulta", poden merament proposar una estratègia per ser implementada en els detalls d'una altra legislació o poden presentar proposta sobre els desitjos del govern per obtenir els parers i les opinions públiques.

### A la Unió Europea
Els llibres blancs contenen un conjunt argumentat de propostes d'acció comunitària en un àmbit específic. En aquest sentit, són establerts per la Comissió Europea en el marc dels comitès consultius que comprenen als membres de la Comissió, representants de grups d'interès i administracions nacionals.
Aspirar a gestar decisions polítiques i una política concertada. Aquests llibres apareixen moltes vegades, però no necessàriament, després de l'aparició d'un llibre verd sobre el mateix tema. Aquest va ser el cas, per exemple, del Llibre blanc adoptat el 12 de maig de 2004 sobre "els serveis d'interès general" que va ser resultant de la discussió publicada inicialment pel Llibre verd del 21 de maig de 2003.

### Amèrica Llatina
Al Perú, a causa del problema dels accidents de trànsit, que juntament amb la violència és considerat un problema epidemiològic a la regió per l'Organització Mundial de la Salut, el Congrés de la República del Perú va prendre la iniciativa d'encapçalar i liderar un canvi radical en la gestió de la seguretat viària urbana i interurbana, per la qual cosa la Comissió de Transports i Comunicacions del poder legislatiu que va estar presidida pel congressista Juvenal Silva va aprovar i va presentar l'any 2010 el Llibre Blanc de la Seguretat Viària del Perú, que va estar sota la coordinació i direcció de l'auditor viari Màxim Charapaqui Poma.

## Llibres blancs comercials
Des d'inicis de la dècada de 1990, el terme "llibre blanc" es refereix també als documents usats per negocis com una eina de màrqueting o de vendes. Per exemple, avui dia molts llibres blancs revelen els beneficis de tecnologies i productes específics. Aquests tipus de llibres blancs són gairebé sempre documents de comunicacions de màrqueting dissenyats per promocionar les solucions o els productes d'una empresa determinada.
Com a eina de màrqueting, és important notar que aquests llibres sempre destacaran informació favorable de la companyia que autoritza o finança el document. Aquests llibres blancs són sovint utilitzats per generar bones vendes, establir el lideratge o educar els consumidors.

### Tipus de llibres blancs comercials
Existeixen tres tipus bàsics de llibres blancs comercials:
1. Beneficis del negoci: S'enfoca a presentar una situació de negoci favorable als executius
2. Tècnics: Ajuda a persones influents (com els enginyers) a entendre com funciona un concepte o tecnologia
3. Híbrids: Combina un enfocament en negocis d'alt nivell amb detalls tècnics en un sol document.
4. Comercials: El seu objectiu principal és augmentar les vendes.